# Концертное аллегро (Гранадос)
Концертное аллегро для фортепиано до-диез мажор, соч. 46 — виртуозная пьеса Энрике Гранадоса, написанная между 1903 и 1904 годами. Стиль произведения схож с работами Ференца Листа.

## История
Пьеса была представлена на конкурсе композиторов, организованном Мадридской королевской консерваторией в 1903 году по инициативе Томаса Бретона. За написание лучшего концертного аллегро для фортепиано конкурсанту присуждалась сумма в 500 песет. Всего в данной номинации участвовали двадцать четыре композитора (среди них был молодой Мануэль де Фалья). Жюри почти единогласно объявило Энрике Гранадоса победителем, и пьеса привлекла к нему всеобщее внимание.

## Структура
Структура произведения несколько нетипична для Гранадоса, так как композиция написана в традиционной сонатной форме. Из сложных технических приёмов в пьесе можно отметить быстрые октавы и арпеджио, охватывающие всю клавиатуру.
Произведение начинается с двухтактового вступления, ведущего к экспозиции, открывающейся основной темой в до-диез мажоре. За лирической второй темой в соль-диез миноре следует краткое повторение первой темы (уже в соль мажоре), ведущее к третьему мотиву. Раздел разработки начинается с новой мелодии, отмеченной «Andante spianato». Произведение заканчивается кодой, основанной на главной теме.
Типичное исполнение композиции составляет 8 минут.